# 新瓦西里夫卡 (扎波羅熱區)
47°55′33″N 35°29′6″E / 47.92583°N 35.48500°E
新瓦西里夫卡（烏克蘭語：Нововасилівка）是位於烏克蘭東南部的村莊，由扎波羅熱州扎波羅熱区的巴甫利夫斯凱市鎮負責管轄。該村距離維利尼揚斯克、波德和斯帕西夫卡2公里，始建於1921年，面積1.116平方公里。